# 吸江寺
吸江寺（ぎゅうこうじ）は高知県高知市にある臨済宗妙心寺派の仏教寺院。

## 歴史
文保2年（1318年）、夢窓疎石が北条高時の母・覚海尼による鎌倉への招請から逃れるために四国に渡り、土佐国の五台山の山麓に結んだ草庵を起源とする。夢窓が草庵の前に広がる浦戸湾を中国西部の河川である西江になぞらえ、「一口に吸尽す西江水」という「無」を基本姿勢とする禅語に基づいて「吸江」と命名したことで、草庵は吸江庵と称されるようになった。
疎石は2年余りで吸江庵を離れたが、義堂周信や絶海中津などによって引き継がれた。
夢窓が足利尊氏の政治顧問に就いたこともあって、室町幕府の厚い庇護の下に隆盛し、海南の名刹と呼ばれた。室町時代には細川氏の被官として長宗我部氏が代々当寺の寺別当を務め、「庵」と呼称されていたが、ある程度の伽藍が整備されていたと想定される。文和2年前に五台山より独立して四至を定め、応永4年（1397年）に相国寺の塔頭・勝定院の末寺になることを許可され、同30年に出家した足利義持筆とされる扁額が現存している。康永から応永年間にかけて稲吉名（現・南国市）、介良庄、吾川山庄、片山庄の一部が寄進され、所領を拡大する。居住する禅僧も増加したことから規定が設けられ、応永13年（1406年）には「吸江庵法式」が、寛正4年（1463年）には「吸江庵条々事」が策定され、長宗我部文兼が定めた「祠堂条々禁法之事」により、祠堂銭の運営特権で繁栄するが、室町幕府弱体による地頭の台頭で、長宗我部氏の庇護を受けるも、中世末期に一時退転する。江戸時代の慶長6年（1601年）には、土佐藩主山内一豊の命を受けた義子の湘南宗化により中興され、このとき寺号を吸江寺と改めて現在に至っている。また湘南が京都の妙心寺大通院の2世となったため、以降の住職は2寺を兼務することになる。
古くから寺院を含めた一帯の全景が、「吸江十景」と称されるほどの景勝地として親しまれ、幕末から明治初頭には、河田小龍などの多くの絵師が画題として作品を残している。
明治元年（1867年）に神仏分離令（神仏判然令）が公布されると、新政府の意図に反して神道優位の機運が高まり、仏教弾圧である廃仏毀釈が全国規模で発生し、運動の激しかった土佐でも吸江寺を含む多くの寺院が廃寺となった。明治13年（1880年）に妙心寺の特命を受けた少林踏雲によって明治25年(1892年）に再興され、戦後の昭和28年（1953年）には吸江庵址として県の史跡に指定された。

## 文化財

### 重要文化財（国指定）
- 木造地蔵菩薩坐像（明治44年8月9日指定） - 室町時代作、寄木造、玉眼、彩色、像高86cm

### 県指定史跡
- 吸江庵跡（昭和28年1月29日指定）

### その他
- 足利義持扁額
- 夢窓国師扁額
- 絶海扁額
- 吸江寺古文書
- 達磨像
- 高知平和パゴダ　第二次大戦中、ビルマで亡くなった高知出身の兵士らの慰霊のため、1983年に生還した軍医ら有志が建てたもの[7]。上記の木像地蔵菩薩坐像が塔内に安置されている[8]。

## 交通アクセス
- はりまや橋よりとさでん交通「前浜」行きバスで「南吸江」で下車、徒歩5分。

## 周辺情報
- 五台山 - 竹林寺、高知県立牧野植物園
- 青柳橋